# Wingecarribee Reservoir
Das Wingecarribee Reservoir ist ein Stausee südwestlich von Wollongong im Südosten des australischen Bundesstaates New South Wales im Küstengebirge. Der See wird vom Wingecarribee Swamp und über ein System von Kanälen und Tunneln vom Fitzroy Falls Reservoir gespeist und dient der Energiegewinnung für den Großraum Wollongong. An seinem nordwestlichen Ende fließt der Wingecarribee River ab.
Das Wasser aus dem Wingecarribee Reservoir wird normalerweise über den Wingecarribee River dem Wollondilly River und dem Lake Burragorang zugeführt, wo es der Wasserversorgung Sydneys dient. Es besteht aber auch die Möglichkeit, Wasser aus dem Stausee über ein System von Felseinschnitten und Tunneln – Glenquarry Cut genannt – zum Lake Nepean abzuführen.
Die Siedlung Burrawang befindet sich ca. 1,5 km von der Südwestspitze des Sees entfernt.
Das Illawarra Highway führt südlich des Stausees vorbei.